# Кобринський синод
Кобринський синод унійної церкви 1626, також Кобринський собор 1626 — з'їзд владик Руської Унійної Церкви на чолі з митрополитом Йосифом Велямином Рутським у Кобрині. Скликаний королем Сигізмундом III Вазою 6 вересня 1626 року для двох Церков східного обряду: православної та унійної. Бойкотований православними. Проведений у кобринському Спаському василіянському монастирі.

## Ухвали
- скликати церковні собори що-чотири роки;
- засудити симонію;
- заборонити суперечки між чернечим і світським духівництвом;
- підтвердити автономію ордену василіян в церкві;
- заборонити вищому білому духовенству займати посади в ордені василіян;
- зобов'язати єпископів і протоархимандріта (генерала) василіян щорічно звітувати перед митрополитом;
- віддати василіянам провід єпархіальної семінарії;
- запровадити в семінаріях навчання латини, церковнослов'янської та руської мов;
- перевести самооподаткування всіх єпископів та монастирів на заснування Головної Гімназії (Семінарії), «до якої і усіх частин Руси люди шляхетського стану грецького обряду посилали б своїх хлопців для навчання добрих наук і своєї рідної віри, що в ній вони народилися». При цьому заможніші учні мали б харчуватися власним коштом, а бідніші — коштом школи;
- організувати систему церковних архівів за допомогою централізованої передачі документів парафіяльних архівів до єпископських;
- просити «Священну конгрегацію посприяти їм фінансово, аби у них з'явилася можливість видрукувати згадані книги».

## Ставлення Папи Римського
Папа Урбан VIII листом від 6 грудня 1629 року затвердив лише частину рішень собору, відкинувши ті, котрі суперечили існуючим вимогам.